# UEFA Pro Licens
UEFA Pro Licens er en licens udstedt af UEFA til fodboldtrænere. UEFA pro-træner er er den højeste trænerlicens indenfor europæisk fodbold. I Danmark tildeles den af DBU, efter at man har taget et 360 timer langt kursus. En UEFA pro-træne licens udløber efter 2 år.